# Armamento aeronáutico

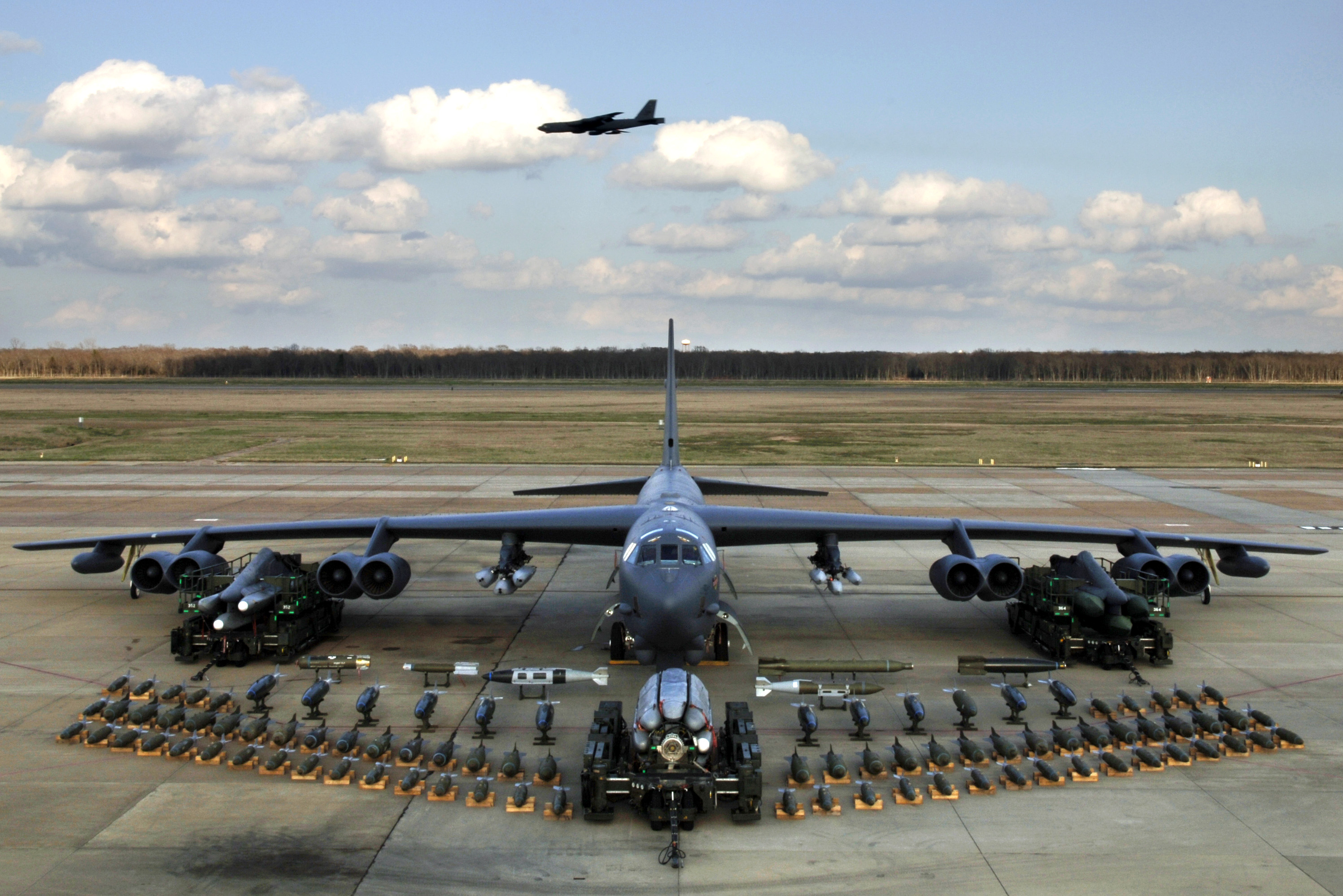
Armamento capaz de ser carregado e usado por um Boeing B-52 Stratofortress.

O armamento aeronáutico é toda a gama de armas (bombas, mísseis, , canhões, metralhadoras ou munições) usadas por aeronaves. Algumas aeronaves conseguem transportar, ou estar equipadas, com mais do que um tipo de armamento; por exemplo o Fairchild AU-23 Peacemaker consegue operar canhões, transportar e atacar com bombas, lançar mísseis, rockets, granadas de fumo e até mesmo panfletos de propaganda.
Este tipo de armamento pode estar incorporado de raiz numa aeronave ou ser transportado debaixo das asas, debaixo da fuselagem ou dentro da fuselagem.